# 以色列—利比里亚关系
以色列－利比里亚关系建立于20世纪50年代末期，不过早在1947年，作为联合国成员国的利比里亚就投票支持在巴勒斯坦地区建立一个犹太国家。但在1973年赎罪日战争爆发后，威廉·托尔伯特政府与以色列断交。不过到了1983年，通过政变上台的塞缪尔·多伊恢复了与以色列的外交关系。

## 历史
在以色列建国之前，包括爱德华·威尔莫特·布莱登在内的利比里亚政治人物如就曾在犹太民族的历史与最初的美裔利比里亚移民之间发现相似之处，认为他们都是在遭受压迫后寻求建立国家以摆脱迫害的民族。因此，布莱登认为“返非运动”与犹太复国主义之间存在共鸣。以色列历史学家耶库蒂尔·格肖尼认为，美裔利比里亚人群体的基督教信仰使该国对犹太历史，尤其是《圣经》中关于犹太人在古埃及为奴的记载具有一种天然的亲近感，这种文化背景有助于加深两国早期的联系。

### 杜伯曼政府
利比里亚是联合国中投票支持以色列建国的成员国之一,以色列首任驻利比里亚大使为埃胡德·阿弗列尔，他于1957年递交国书。1959年4月9日，以色列与利比里亚签署友好条约，这是以色列与独立非洲国家达成的首个双边协议。1959年至1973年间，两国又签署了五项协议。在此期间，利比里亚总统威廉·杜伯曼于1962年6月访问耶路撒冷，成为以色列接待的首位利比里亚国家元首。以色列方面也进行了两次国事访问，分别是1962年8月以色列总统伊扎克·本-兹维访问蒙罗维亚，以及1966年6月以色列总理列维·艾希科尔访问利比里亚。
20世纪50年代末，以色列曾协助杜伯曼总统推动其“门户开放政策”，该政策旨在促进利比里亚内陆地区的经济发展，措施包括引进外资、开发矿业和农业等。50年代末期，以色列专家曾对利比里亚农业发展的可能性进行了两项调查。同时，以色列私营企业不仅参与了大规模建设项目，如杜科酒店和新总统官邸的建设，同时还参与了一些中小型工程项目。此外，以色列还协助利比里亚提升其医疗服务能力。
威廉·杜伯曼总统是以色列的坚定支持者。1967年六日战争后，利比里亚成为第一个将其驻以色列大使馆迁至耶路撒冷的非洲国家。根据以色列外交部解密文件显示，杜伯曼政府中的外交官员，包括驻联合国代表，曾接受以色列以现金和礼物形式的贿赂以换取对以色列的外交支持。

### 托尔伯特政府
1971年杜伯曼总统去世后，副总统威廉·托尔伯特继任总统。托尔伯特不像其前任那样支持以色列或西方阵营，他更倾向于与亚洲国家（如中华人民共和国）以及阿拉伯国家建立更多外交和经济联系。同时，托尔伯特也加强了利比里亚在不结盟运动中的身份认同。在1972年6月于拉巴特召开的非洲统一组织首脑会议上，利比里亚支持一项要求以色列从六日战争中占领的领土撤军的决议。于1973年11月2日，托尔伯特政府因赎罪日战争，连同其他28个非洲国家一道宣布与以色列断交。尽管正式外交关系中断，利比里亚仍通过包括以色列的私营企业以及联合国等国际组织在内的中间人与以色列保持一定联系。

### 多伊政府
1980年4月12日，威廉·托尔伯特在一次由塞缪尔·多伊领导的政变中被杀，多伊随后成为利比里亚国家元首。最初多伊政权中的主要官员希望奉行更倾向于苏联和阿拉伯国家的外交政策，因此1982年恢复以色列与利比里亚关系的尝试未能成功。为达成关系正常化，以色列最终向多伊政权中的五位官员行贿，以换取外交关系的恢复。
1983年8月13日，多伊宣布与以色列恢复外交关系。同月晚些时候，他访问了以色列，期间表达了对以色列在中东政策的支持，并呼吁巴勒斯坦方面应推动和平谈判。多伊成为1970年代初大批非洲国家与以色列断交以来，首位访问以色列的非洲国家元首。两国关系恢复后，利比里亚与以色列在安全、技术和经济领域建立了合作关系。在美国国会因多伊政权的专制行为而对其施加经济制裁之际，里根政府通过以色列作为间接渠道维持美国与利比里亚之间的关系。

### 内战与战后关系
利比里亚总统埃伦·约翰逊·瑟利夫于2007年对以色列进行了国事访问，并于2016年再次访问了以色列。2017年6月，以色列总理本雅明内塔尼亚胡在前往西非峰会途中访问了利比里亚，乔治·维阿总统则在2019年3月访问了以色列。2022年6月8日，利比里亚宣布计划在耶路撒冷设立贸易代表处，未来将逐步将其升格为大使馆。2023年7月3日，维阿总统再次访问以色列，并会见了内塔尼亚胡和以色列总统伊萨克·赫尔佐格。自2022年会晤以来，利比里亚在设立耶路撒冷大使馆方面的建设工作尚无实质进展。赫尔佐格总统表示，若大使馆设立，两国之间的贸易与双边关系将大幅提升。
在2023年12月12日加沙战争期间，联合国大会就呼吁加沙立即停火的决议进行投票，利比里亚与以色列及另外八个国家一道投下反对票。因有153个成员国投票支持该决议，利比里亚站在了少数派一边。12月19日，利比里亚信息部表示驻联合国外交官的投票行为未得到维阿总统授权。随后维阿总统出面干预，调整利比里亚在联合国大会上的立场，转而支持加沙停火。
截至2025年5月，以色列驻利比里亚大使是罗伊·吉拉德，他还兼辖加纳和塞拉利昂。

### 引用书籍
- . The New York Times. Associated Press. 1983  [2022-08-09].
- Bassist, Rina. . Al-Monitor. 2022  [2022-08-09].
- Cashman, Greer Fay. . The Jerusalem Post. 2023-07-04  [2023-10-08].
- Doe, Carielle; Prentice, Alessandra; Berkrot, Bill. . Reuters. 2023  [2024-02-03].
- Embassy of Israel Accra. . Embassy of Israel in Accra. 2024  [2025-01-07].
- Dunn, Elwood D.; Beyan, Amos J.; Burrowes, Carl Patrick. . Lanham, Maryland: Scarecrow Press. 2000. ISBN 978-1-4616-5931-0.
- Eichner, Itamar. . Yedioth Ahronoth. 2016  [2022-08-09].
- Gershoni, Yekutiel. . Liberian Studies Journal. 1989, 14 (1): 34–50  [2022-08-09].
- . The African Star. 2022  [2022-08-09].
- Mack, Eitay. . Haaretz. 2023-04-28  [2023-10-08].
- Siegel-Itzkovich, Judy. . The Jerusalem Post. 2015  [2022-08-09].
- Sforza, Lauren. . The Hill. 2023-12-12  [2023-12-13].